# FK Dukla Prag
FK Dukla Prag (tschechisch FK Dukla Praha) ist ein tschechischer Fußballverein aus Prag. Er entstand 2001 durch eine Fusion der Juniorenabteilung des FK Dukla Prag mit FK Dukla Dejvice. Der Rechtsnachfolger des ehemaligen Dukla Prag ist der 1. FK Příbram.
Die ehemalige Armeemannschaft dominierte besonders Ende der 1950er und in den 1960er Jahren die tschechoslowakische Fußballliga. Nach dem Regimewechsel Ende 1989 verlor Dukla Prag stark an Bedeutung, 1997 wurde die Herrenmannschaft nach Příbram versetzt.

## Vereinsgeschichte

### Die frühen Jahre: ATK Prag, 1948 bis 1952
Nach der Machtübernahme der Kommunistischen Partei in der Tschechoslowakei im Februar 1948 war diese bestrebt, den Armeesport nach sowjetischem Vorbild zu gestalten. So entstand aus den besten Fußballspielern der Tschechoslowakischen Armee am 1. Oktober des Jahres ein Sportverein namens Armádní tělovýchovný klub, zu deutsch wörtlich Armeeverein für Leibeserziehung. Für die Staatsligasaison 1948 hatte sich die Mannschaft in drei Spielen gegen MZK Pardubice noch unter dem Namen Armádní XI qualifiziert. Die Gründung eines Armeesportvereins führte zu Unmut seitens der anderen Klubs, die nun ihre Spieler für die Zeit des Grundwehrdienstes an den ATK abstellen mussten. Dieser hatte wiederum mit dem Problem zu kämpfen, dass er einen übergroßen Kader mit dort zum Großteil widerwillig spielenden Fußballern hatte. Durch die ständig kommenden und gehenden Spieler war zudem eine kontinuierliche Trainingsarbeit nur schwer möglich.

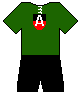
Anfangs spielte der ATK noch in grünen Hemden und schwarzen Hosen

Ein weiteres Problem des im Letná-Stadion von Sparta Prag spielenden ATK war die mangelnde Unterstützung seitens der Zuschauer, die keinen Grund sahen, ihren traditionellen Lieblingsvereinen wie Sparta oder Slavia den Rücken zu kehren. Die Resultate des ATK in den ersten Jahren waren aus diesen Gründen bescheiden. In der angesprochenen ersten Saison reichte er nur zu Platz acht bei 14 Mannschaften, allerdings bestritt in dieser Spielzeit aufgrund der Umstellung auf das Kalenderjahrsystem jedes Team nur 13 Begegnungen. 1949 wurde der ATK Vierter, ein Jahr später Fünfter. Dieses Endresultat wiederholte die Mannschaft 1951, 1952 wurde sie gar nur Achter. In diesem Spieljahr stabilisierte sich der Kader langsam, und auch wenn die bisher schlechteste Platzierung in der kurzen Vereinsgeschichte zu Buche stand, so wurden durch Trainer Karel Kolský, einen ehemaligen Spieler Sparta Prags, die Grundlagen für die kommenden Erfolge gelegt.

### Die ersten Erfolge: ÚDA Prag, 1953 bis 1956
Im Jahre 1953 wurde aus ATK Ústřední dům armády zu Deutsch wörtlich: Zentrales Armeehaus, die Trikotfarbe wurde in Rot-Gelb geändert. ÚDA sollte nach Vorbild des sowjetischen ZDSA Moskau zum Basisverein für die Nationalmannschaft werden. Deswegen wurden von Slavia Prag, das zu diesem Zeitpunkt Dynamo Prag hieß, die besten drei Spieler transferiert. Das Ansehen des Armeesportvereins wurde durch diese Maßnahme noch mehr ramponiert. Die drei Spieler verließen nicht zuletzt deshalb schon bald den Verein.
Die Mannschaft gewann 1953 die erneut nur in 13 Spielen ausgetragene Meisterschaft.
Bei der Weltmeisterschaft 1954, die für die Tschechoslowakei nach zwei Niederlagen schnell endete, stellte ÚDA sieben Spieler. In der Saison 1954 reichte es für den Klub nur zu Platz vier, 1955 wurde die Mannschaft Zweiter. Nach der Hinrunde war sie noch Tabellenführer, was ihr die Startmöglichkeit im Mitropapokal verschaffte. Nach Siegen über den FC Bologna (4:2 und 3:0) und Slovan Bratislava (0:0, 2:2 und 2:1) wurde das Finale gegen den ungarischen Verein Vörös Lobogo mit 0:6 und 1:2 verloren. Einen Namen in Westeuropa machte sich ÚDA durch die Teilnahme am Osterturnier 1956 in Antwerpen, bei dem die Ausrichtermannschaft mit 5:0 und Botafogo aus Brasilien mit 1:0 besiegt werden konnte. Am Jahresende sicherte sich ÚDA auch in der heimischen Liga den Meistertitel.

### Die späten 1950er Jahre: Dukla Prag, Beginn der Dominanz
Im Winter 1956 wurde der Vereinsname noch einmal geändert, diesmal in AS Dukla Praha. Der Name Dukla geht zurück auf den Duklapass (slowakisch Dukliansky priesmyk), in dessen Umgebung 1944 tschechoslowakische Soldaten nach einer 80-tägigen Schlacht die polnisch-slowakische Grenze überschritten und mit der Befreiung ihrer Heimat begannen. Die Umbenennung betraf nicht allein den Prager Klub: Alle Armeesportvereine wurden mit der Bezeichnung Dukla versehen.

Das Dukla-Emblem: Die drei roten Kreise waren vor 1956 mit den Buchstaben ATK bzw. ÚDA gefüllt

Die Mannschaft durfte zum ersten Mal im Europapokal der Landesmeister starten, schied aber schon in der ersten Runde mit 0:3 und 1:0 gegen Manchester United aus. Die Ligasaison 1957/58 wurde in drei Runden ausgetragen um wieder in den Herbst-Frühjahrmodus zu wechseln. Dukla war nach 33 Spielen Meister. 1959 reichte es hinter Červená hviezda Bratislava nur zum zweiten Platz, während der Saison verließ Karel Kolský den Verein, als neuer Trainer wurde Bohumil Musil verpflichtet, der seinerseits nach nur einem Jahr von Jaroslav Vejvoda abgelöst wurde. Bei der Weltmeisterschaft 1958 stellte Dukla sechs Spieler im tschechoslowakischen Kader, darunter Josef Masopust. Im Landesmeisterpokal kam die Mannschaft nach einem Sieg über Dinamo Zagreb (2:2 und 2:1) in die zweite Runde, in welcher sich der Wiener Sportclub (1:3 und 1:0) als zu schwerer Gegner erwies. Zur Jahreswende 1958/59 unternahm Dukla eine Mittelamerikareise, die sportlich durchwachsen war, aber immerhin einen 4:3-Erfolg gegen den FC Santos mit Pelé beinhaltete.
1959 gewannen die A-Junioren Duklas zum ersten und einzigen Mal die tschechoslowakische Meisterschaft.

### Die 1960er Jahre: Dukla dominiert die Liga und siegt auch im Pokal
1960 bekam Dukla mit dem Bau des Stadions Juliska endlich eine eigene Heimat. Sportlich war die Mannschaft besonders in der ersten Hälfte der 1960er Jahre konkurrenzlos. Zwischen 1961 und 1964 ließ man alle Mannschaften hinter sich. Auch den tschechoslowakischen Pokal konnte die Mannschaft 1961 gewinnen. Im Landesmeisterpokal kam Dukla 1961/62, 1962/63 und 1963/64 jeweils in das Viertelfinale, scheiterte dort aber an Tottenham Hotspur (1:0 und 1:4), Benfica Lissabon (1:2 und 0:0) sowie Borussia Dortmund (0:4 und 3:1).
Im Sommer 1961 unternahm Dukla eine Reise nach Nordamerika, von zehn Spielen gewann die Mannschaft neun und spielte ein Mal Remis. Bei der Weltmeisterschaft 1962 in Chile, bei der die Tschechoslowakei erst im Finale Brasilien unterlag, standen sechs Spieler des Vereins im Kader: Josef Masopust, der in diesem Jahr auch zu Europas Fußballer des Jahres gewählt wurde, Ladislav Novák, František Šafránek, Svatopluk Pluskal, Josef Jelínek und Jozef Adamec.
In der Saison 1964/65 kam es zu einem Umbruch und Dukla wurde nur Achter, konnte aber den nationalen Pokal gewinnen. 1965/66 gelang Dukla zum ersten und einzigen Mal der Doublegewinn, obwohl die Mannschaft in der Liga nach der Hinrunde nur auf dem siebten Platz gestanden hatte. Über den Meisterschaftsgewinn entschied bei gleicher Tordifferenz mit Sparta Prag das Torverhältnis. Erfolgreich war die Elf auch im Europapokal der Landesmeister 1966/67. Nach Siegen über Esbjerg fB (2:0 und 4:0), RSC Anderlecht (4:1 und 2:1) und Ajax Amsterdam (1:1 und 2:1) erreichte man das Halbfinale, in dem der spätere Sieger Celtic Glasgow nicht mehr bezwungen werden konnte (1:3 und 0:0).
In den späten 1960er Jahren war Dukla nicht mehr so erfolgreich, auch wenn jeweils eine Platzierung in der oberen Tabellenhälfte erreicht wurde. 1969 wurde noch einmal der tschechoslowakische Pokal gewonnen, im Europapokal der Pokalsieger 1969/70 erwies sich jedoch schon der Erstrundengegner Olympique Marseille (1:0 und 0:2) als zu große Hürde.

#### International Soccer League
Von 1961 bis 1965 nahm Dukla an der nordamerikanischen International Soccer League (ISL) teil, die sie bis auf das letzte Jahr immer gewinnen konnte. 1961 nahm Dukla noch an den Ligaspielen teil und siegte im Finale gegen den FC Everton mit 7:2 und 2:0. In den folgenden Jahren flog sie als Titelverteidiger nur noch zum Finale um den so genannten American Challenge Cup ein. 1962 besiegte Dukla die brasilianische Elf América aus Rio mit 1:1 und 2:1, 1963 setzten sich die Tschechoslowaken mit 1:0 und 1:1 gegen West Ham United durch, 1964 bezwang Dukla die polnische Mannschaft Zagłębie Sosnowiec mit 3:1 und 1:1. Erst 1965, im letzten Jahr der ISL, wurde Dukla von Polonia Bytom mit 2:0 und 1:1 in die Knie gezwungen.

### Die 1970er Jahre: Durchwachsener Erfolg, mal oben, dann wieder unten
Die Spielzeit 1970/71 war ein Vorläufiger Tiefpunkt für den Armeeklub, der nur den 13. Platz in der Liga belegte. In den folgenden drei Jahren spielte Dukla aber wieder oben mit. 1974/75 war mit dem 9. Platz wieder ein schwächeres Jahr. Dann aber zeigte die Kurve wieder nach oben: Rang vier 1975/76 und der Gewinn der Meisterschaft, es war der neunte Titel, 1976/77. Das Kapitel Europa war 1977/78 schnell, wenn auch unglücklich beendet: Der FC Nantes stand nach einem 1:1 und einem 0:0 aufgrund der Auswärtstorregelung in der 2. Runde. In der Liga musste Dukla mit zwei Punkten Rückstand Zbrovojka Brünn den Vortritt lassen, das seinen ersten und bisher letzten Titelgewinn feiern konnte. Erfolg hatte die Mannschaft 1978/79 nicht nur zu Hause, wo der zehnte Titel gewonnen wurde, sondern auch im UEFA-Pokal. Nach Siegen über Lanerossi Vicenza (1:0 und 1:1), FC Everton (1:2 und 1:0) und den VfB Stuttgart (1:4 und 4:0) schied man erst gegen Hertha BSC mit 1:1 und 1:2 aus.

### Die 1980er Jahre: Die letzten Titel
Anfang der 1980er Jahre spielte Dukla regelmäßig um die Meisterschaft mit und konnte den Titel 1981/82 auch gewinnen. Freilich ahnte zu diesem Zeitpunkt niemand, dass es sich um den vorerst letzten Meisterschaftsgewinn handeln sollte. Auch im Pokal war der Verein erfolgreich, er gewann ihn 1981, 1983 und 1985. Im Europapokal der Pokalsieger 1985/86 kam Dukla bis ins Halbfinale. Nacheinander wurden AEL Limassol (2:2 und 4:0), AIK (1:0 und 2:2) sowie Benfica Lissabon (1:0 und 1:2) ausgeschaltet. In der Vorschlussrunde war Dynamo Kiew jedoch zu stark, Dukla unterlag mit 0:3 und 1:1. In der tschechoslowakischen Liga war mit dem Neunten Platz 1986/87 ein kleiner Tiefpunkt erreicht, in den folgenden Jahren spielte die Mannschaft wieder vorne mit.

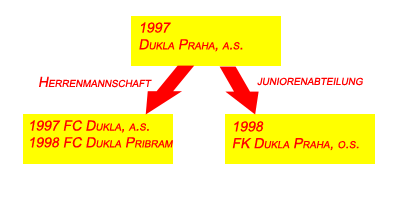
Die Aufspaltung des Vereins 1997 und 1998

### Die 1990er Jahre: Umzug nach Příbram, Fusion der Jugendabteilung mit Dukla Dejvice
Nach dem Zusammenbruch des kommunistischen Regimes blieb die finanzielle Unterstützung durch das Verteidigungsministerium aus. Der Neuunternehmer Bohumír Ďuričko kaufte Dukla für zwölf Millionen Kronen und hatte vor, in der Umgebung des Stadions einen kleinen Luxusstadtteil zu bauen. Der Sport interessierte Ďuričko weniger und der schon Anfang der 1990er Jahre gegen den Abstieg spielende Klub musste 1994, mit dem niedrigsten aller Etats ausgestattet, das tschechische Oberhaus verlassen. In der darauf folgenden Saison 1994/95 erhielt Dukla keine Lizenz für die 2. Liga und belegte in der dritthöchsten Spielklasse ČFL den dritten Platz. In der Saison 1996/97 fusionierte die Erwachsenenabteilung mit dem FC Příbram, tauschte mit diesem die Spielklasse, das heißt, das B-Team spielte nun als FC Dukla Příbram in der dritten Liga, und stieg als Meister in die 1. Liga auf. Als aus Ďuričkos Bauvorhaben nichts wurde, zog der Verein aus Prag nach Příbram um und spielte nun unter der Bezeichnung „FC Dukla“. Ďuričko verkaufte den Verein an den dortigen Unternehmer Jaroslav Starka. Ein Jahr später nahm man Příbram doch in die Vereinsbezeichnung auf. Seit 2000 trägt der Verein den Sponsorennamen der Lebensmittelfirma Marila.
Im Jahr 1998 gründete die Jugendabteilung den FK Dukla Praha, os. Während also die Herrenmannschaft 2001 als FC Marila Příbram in der Gambrinus-Liga spielte und juristisch ein anderes Subjekt ist, traten die acht Juniorenmannschaften in Prag als FK Dukla Praha an. 2001 entschloss sich die Vereinsführung mit FK Dukla Dejvice zu fusionieren und somit wieder eine Herrenmannschaft zum Spielbetrieb anzumelden. Dukla Dejvice, zwischenzeitlich VTJ Dejvice, war ein 1958 gegründeter Armeesportverein, dessen Fußballmannschaft nie über die Fünftklassigkeit hinauskam. Die neu formierte Mannschaft nahm den Platz von Dukla Dejvice im Pražský přebor an, der fünfthöchsten Spielklasse.

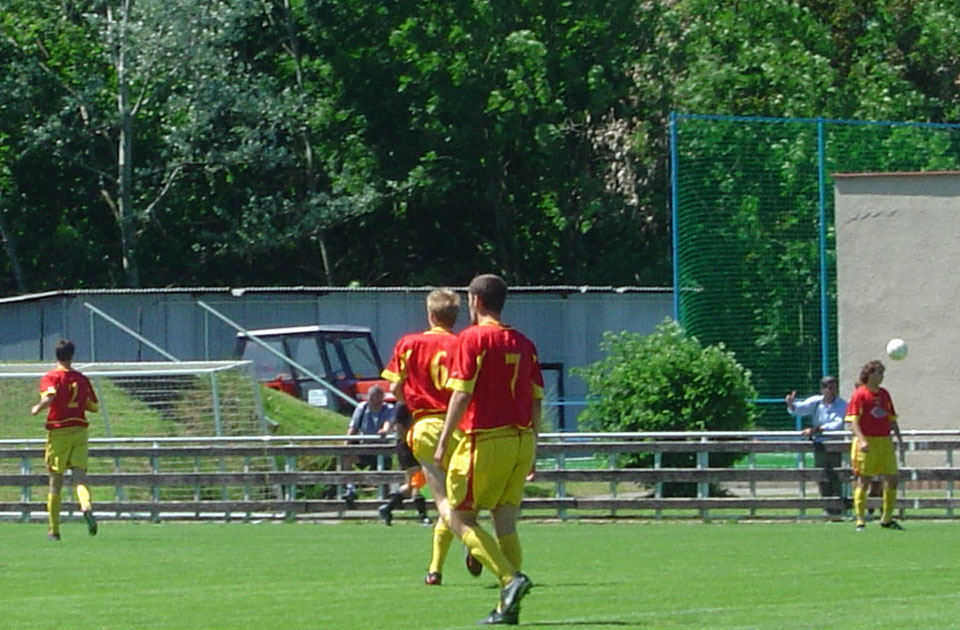
Spieler des FK Dukla Prag in einer Begegnung mit dem SK Aritma Prag im Juni 2005

### Jüngste Entwicklung – Rückkehr in den Profifußball
Die neue, sehr junge Mannschaft spielte 2001/02 gegen den Abstieg, den sie 2002/03 nicht mehr vermeiden konnte. 2003/04 gelang Dukla der sofortige Wiederaufstieg. 2004/05 kämpfte die Mannschaft um den Aufstieg in die 4. Liga (Divize), musste sich aber mit dem zweiten Platz begnügen. 2005/06 entging Dukla nur äußerst knapp dem erneuten Abstieg. Der Zuschauerzuspruch des Vereins war gering, pro Heimspiel kamen nur 50 bis 100 Interessierte.
Im Herbst 2006 einigte sich Dukla Prag mit dem mährischen Zweitligisten Jakubčovice Fotbal, ab der Saison 2007/08 dessen Profilizenz zu übernehmen. Jakubčovice war mit Hilfe des Steinbruch-Unternehmers Josef Hájek innerhalb weniger Jahre von der untersten Klasse in die 2. Liga aufgestiegen. In der Winterpause 2006/07 wurde Dukla-Trainer Günter Bittengel nach Jakubčovice geschickt, um die dortige Mannschaft zu trainieren und geeignete Spieler für die kommende Zweitligasaison in Prag auszusuchen. Jiří Němec wurde dort wie auch dann in Prag dessen Co-Trainer. Das erste Spiel im Profifußball nach zehn Jahren verlor Dukla vor 1.468 Zuschauern im Stadion Juliska gegen den SFC Opava mit 1:2.
Obwohl FK Dukla Praha nicht der rechtliche Nachfolger des ehemaligen gleichnamigen Vereins ist, beruft er sich auf die Historie und die Erfolge. Selbiges tut auch der FK Marila Příbram.
In der Saison 2010/11 gelang Dukla der Sprung in die höchste tschechische Spielklasse.

## Trainer
- Jiří Zástěra (1948)
- Ladislav Ženíšek (1949 bis 1951)
- Karel Kolský (1952 bis 1959)
- Bohumil Musil (1959/60 und 1966 bis 1968)
- Jaroslav Vejvoda (1960 bis 1966, 1970 bis 1973 und 1976 bis 1980)
- Václav Pavlis (1969)
- Josef Masopust (1973 bis 1975)
- Ladislav Novák (1980 bis 1985)
- Jiří Lopata (1985 bis 1987)
- Jaroslav Jareš (1987 bis 1990)
- Ivo Viktor (1990 bis 1991)
- Michal Jelínek (1991 bis 1992)
- František Plass (1992)
- Jiří Fryš (1992 bis 1993)
- Dan Matuška (1993)
- Svatopluk Bouška (1994)
- Radomír Sokol (1995)
- Ladislav Škorpil (1995 bis 1997)
- keine Herrenmannschaft zwischen 1997 und 2001
- Eduard Jůs (2001 bis 2002)
- Jaromír Jarůšek (2002)
- Radek Sokol (2003 bis 2004)
- Jan Berger (2005)
- Salem Hebousse (2006)
- Günter Bittengel (2006–2009)
- Luboš Kozel (2009–2015)
- Jaroslav Šilhavý (2015–2016)
- Jaroslav Hynek (2016–2018)
- Pavel Drsek (2018)
- Roman Skuhravý (2018–2021)
- Bohuslav Pilný (2021–2022)
- Petr Rada (2022–)

## Spieler
Dies ist eine Aufzählung von Spielern, die bei Dukla große Leistungen vollbracht haben und darüber hinaus tschechoslowakische bzw. tschechische Nationalspieler waren. Sie spielen jetzt bei anderen Vereinen oder haben mittlerweile ihre Karriere beendet. In Klammern ist die Vereinszugehörigkeit aufgeführt.
| - Jozef Adamec (1961 bis 1963) - Jozef Barmoš (1978 bis 1979) - Jan Berger (1978 bis 1980) - Přemysl Bičovský (1970 bis 1972) - Günter Bittengel (1985 bis 1991) - Jiří Čadek (1954 bis 1971) - Václav Daněk (1983 bis 1985) - Jan Fiala (1976 bis 1987) - Miroslav Gajdůšek (1970 bis 1981) - Ján Geleta (1962 bis 1976) | - Stanislav Griga (1986 bis 1987) - Jan Hertl (1952 bis 1956) - Antonín Kinský (1995 bis 1997) - Václav Koloušek (1995 bis 1996) - Ján Kozák st. (1980 bis 1982) - Rudolf Kučera (1959 bis 1964) - Milan Luhový (1984 bis 1990) - Josef Masopust (1952 bis 1968) - Zdeněk Nehoda (1971 bis 1983) - Pavel Nedvěd (1991 bis 1992) | - Jiří Němec (1987 bis 1990) - Jaroslav Netolička (1974 bis 1982) - Ladislav Novák (1952 bis 1966) - Svatopluk Pluskal (1952 bis 1966) - Petr Rada (1979 bis 1988) - František Šafránek (1952 bis 1966) - František Štambacher (1972 bis 1984) - Vladimír Táborský (1966 bis 1968) - Ivo Viktor (1963 bis 1977) - Ladislav Vízek (1975 bis 1986) |

## Daten und Zahlen

### Zuschauerzuspruch
Dukla Prag hatte seit der Gründung 1948 wenig Zuschauerzuspruch. Dies war zum einen darauf zurückzuführen, dass es sich um einen vom Staat geschaffenen Verein handelte, der zudem die besten Spieler der anderen Vereine abwarb. Zum anderen hatten die Prager 1948 zumeist schon einen Verein ihres Herzens, sei es Sparta Prag, Slavia Prag oder Bohemians Prag. Im Volk hatte Dukla also keine Verwurzelung und konnte „nur“ mit attraktivem Fußball Zuschauer anlocken. Der durchschnittliche Besuch bis zur Saison 1992/93 lag bei 5.765 Zuschauern, von den langjährigen Erstligisten lagen nur SKP Union Cheb mit 4.526, Inter Bratislava mit 4.445 und Dukla Banská Bystrica mit 3.665 Besuchern pro Spiel entscheidend schlechter, wohlgemerkt alles Polizei- bzw. Armeeklubs. Am meisten Zuschauer kamen in den Zeiten des größten Erfolgs in den 1960er Jahren (Rekord 9.250 in der Meistersaison 1963/64).
Ende der 1980er und Anfang der 1990er Jahre lag der Schnitt bei nur noch knapp über 1.000 Zuschauern pro Heimspiel. Am 24. Spieltag der Abstiegssaison 1993/94 wurde mit 459 zahlenden Besuchern gegen Sigma Olmütz ein Negativrekord aufgestellt. Die ausbleibenden Zuschauer waren der neuen Vereinsführung nach – neben der desolaten finanziellen Situation – auch einer der Gründe für den Umzug des Vereins nach Příbram.

### Vereinsnamen
Dukla Prag wurde am 1. Oktober 1948 als Armádní tělocvičný klub (ATK Praha, zu Deutsch: Armeeverein für Leibesübungen Prag) gegründet. 1953 wurde der Verein in Ústřední dům armády (ÚDA Praha, zu Deutsch: zentrales Armeehaus Prag) umbenannt. Weitere Umbenennungen gab es 1956 in VTJ Dukla Praha, 1976 in ASVS Dukla Praha, 1991 in FC Dukla Praha, 1994 in FK Dukla Praha und 1995 in Dukla Praha a.s.
1997 wurde die Herrenmannschaft nach Příbram transferiert und startete zunächst als FC Dukla a.s., ab 1998 als FC Dukla Příbram, ab 2000 als FC Marila Příbram und ab 2003 als FK Marila Příbram.
1998 gründeten Vertreter der Juniorenabteilung den FK Dukla Praha, os.

### Erfolge
- Tschechoslowakischer Meister: 1953, 1956, 1957/58, 1960/61, 1961/62, 1962/63, 1963/64, 1965/66, 1976/77, 1978/79, 1981/82
- Tschechoslowakischer Pokalsieger: 1960/61, 1964/65, 1965/66, 1968/69, 1980/81, 1981/83, 1984/85, 1989/90
- Tschechischer Pokalsieger: 1980/81, 1982/83, 1984/85, 1989/90
- Sieger der International Soccer League: 1961
- Sieger des American Challenge Cups: 1962, 1963 und 1964
- Junioren: Sieger beim Torneo di Viareggio: 1964, 1968, 1970, 1972, 1976 und 1980

### Statistiken
- Bilanz tschechoslowakische Liga: 45 Jahre – 1235 – 577 - 285 - 373 - 2191:1512 - 1493 - 4. Platz in der ewigen Tabelle
- Bilanz tschechische Liga: 1 Jahr (1993/94) - 30 - 1 - 8 - 21 - 21:68 - 10 - 26. Platz in der ewigen Tabelle
- Schlechteste Platzierung: 16. Platz und damit Abstieg (1993/94)
- Höchster Sieg: 10:0 gegen Dynamo České Budějovice (1985/86)
- Höchste Niederlage: 1:8 gegen Inter Bratislava (1992/93) und 0:7 gegen Viktoria Žižkov (1993/94)
- Meiste Spiele ohne Niederlage: 14 (1956)
- Meiste Spiele ohne Sieg: 22 (1993/94)
- Meiste Tore in einer Saison: Mannschaft: 81 (1961/62), Spieler: Milan Luhový 25 (1988/89)
- Meiste Spiele ohne kassiertes Tor: Jarolsva Netolička 598 Minuten (1976/77)
- Meiste Spiele ohne geschossenes Tor: 619 Minuten (1969/70)
- Meiste Tore in einem Spiel: Ladislav Přáda 6 Tore (1955)
- Bester Torschütze aller Zeiten: Zdeněk Nehoda 124 Tore
- Meiste Spiele: Samek 355 Spiele
- Meiste Titel Torschützenkönig im Verein: Stanislav Štrunc, Zdeněk Nehoda, Ladislav Vízek und Pavel Korejčík - jeweils vier Mal
- Titel Torschützenkönig Liga: Zdeněk Nehoda und Milan Luhový je zweimal, Milan Dvořák, Rudolf Kučera und Ladislav Vízek je ein Mal
- Titel Fußballer des Jahres: Ivo Viktor fünf Mal, Zdeněk Nehoda und Ladislav Vízek je zweimal, Josef Masopust, Ján Geleta sr., Jan Kozák und Jan Fiala jeweils ein Mal
- Titel Europas Fußballer des Jahres: Josef Masopust (1962)[5]

## Sonstiges
- Die britische Band Half Man Half Biscuit schrieb einen Song namens All I Want for Christmas Is a Dukla Prague Away Kit.[6]
- Am 17. Februar 1974 wurden in Kairo 48 Fußball-Fans zu Tode getrampelt, als vor Anpfiff des Spiels Al-Zamalek gegen Dukla Prag eine Absperrung von einer Menschenmenge durchbrochen wurde. Bei einer Stadionkapazität von 40.000 wollten doppelt so viele Menschen das Spiel sehen.[7]